# Vláda svobodného Vietnamu
Vláda svobodného Vietnamu (GFVN; vietnamsky: Chính Phủ Lâm Thời Việt Nam Tự Do) byla neuznaná vláda Republiky Vietnam (či Vietnamské republiky) v exilu. Jednalo se o antikomunistickou politickou organizaci se sídlem v amerických městech Garden Grove v Kalifornii a Missouri City v Texasu.

## Historie
Vláda svobodného Vietnamu byla založena 30. dubna 1995 Nguyenem Hoang Danaem. Byla rozpuštěna v roce 2013.

### Hospodaření
GFVN měla přibližný rozpočet ve výši 1 milion USD ročně z darů vietnamských krajanů z celého světa.